# Angelonia gardneri
Angelonia gardneri är en grobladsväxtart som beskrevs av William Jackson Hooker. Angelonia gardneri ingår i släktet Angelonia och familjen grobladsväxter. Inga underarter finns listade i Catalogue of Life.